# Luruaco
Luruaco est une municipalité située dans le département d'Atlántico, en Colombie.

## Démographie
Selon les données récoltées par le DANE lors du recensement de la population colombienne en 2005, Luruaco compte une population de 22 878 habitants.

## Liste des maires
- 2016 - 2019 : Antonio Roa Montero
- 2020 - 2023 : Marly Gutiérrez Pérez